# Caso Feist contra Rural
El caso Feist v. Rural  fue un litigio judicial que concluyó con una sentencia históricadel Tribunal Supremo de los Estados Unidos en materia de derechos de autor. El tribunal dictaminó que aquellas obras que no presentasen un mínimo de creatividad y originalidad no estarían sujetas a protección de derechos de autor. La sentencia supuso un alejamiento de la entonces arraigada doctrina del sudor en la frente y continúa siendo objeto de debate por numerosos acedémicos y juristas.
El litigio se produjo a raíz de que Feist Publications, Inc copiase y redistribuyese gran parte de la guía telefónica de Rural Telephone Service Co. En su denuncia, Rural alegaba que su guía estaba sujeta a derechos de autor y que, por lo tanto, Feist había infringido la Ley de derechos de autor de Estados Unidos. 

## Antecedentes

### Derechos de autor en EE.UU.
La aparición de los derechos de autor en EE. UU.  se produce con la ratificación de la constitución en 1788. En la carta magna se autorizaba al poder legislativo a garantizar a los autores «el derecho exclusivo sobre sus respectivos escritos y descubrimientos» durante un tiempo limitado. Esta redacción condujo a la aprobación, en 1790, de la primera ley de derechos de autor del país, donde se protegían inicialmente ciertas obras como mapas o libros durante un periodo de 14 años. Dicha ley sufriría modificaciones, principalmente relativas al tiempo de protección de las obras, a lo largo del siglo siguiente.
Hasta mediados del siglo xix, la jurisprudencia en materia de derechos de autor había pretendido recompensar el esfuerzo y tiempo empleado por un autor a la hora de crear su obra. Así, los tribunales entendieron en diversos casos que el mero hecho de haber creado la obra de manera independiente ya garantizaba derechos sobre ella. Sin embargo, a partir de la segunda mitad de siglo, un número creciente de sentencias judiciales interpretaron que para que una obra quedase sujeta a derechos de autor, esta debía de ser original.
Si bien el término «originalidad» quedó recogido oficialmente en la Ley de Derechos de Autor de 1976, estas dos visiones a la hora de interpretar los derechos de autor, la basada en la originalidad y la basada en la laboriosidad de la obra, convivieron hasta finales del siglo xx.

### Origen del litigio
Fundada en 1951, Rural Telephone Service Company, Inc., era una comañía de telefonía que prestaba servicio en el noroeste de Kansas. Como todas las compañías de telefonía en Kansas, Rural  estaba legalmente obligada a remitir a sus clientes ediciones periódicas su guía telefónica sin coste.
Feist Publications, Inc. se fundó en Spearville en 1977. Feist era una empresa especializada en la recopilación y reproducción de guías telefónicas. Contaba con licencia para reproducir las listas de páginas amarillas de todas las compañías del noroeste de Kansas salvo la guía telefónica de Rural. A pesar de ello, la empresa confeccionó en varias ocasiones una guía telefónica con datos extraídos de la guía de Rural sin su consentimiento.

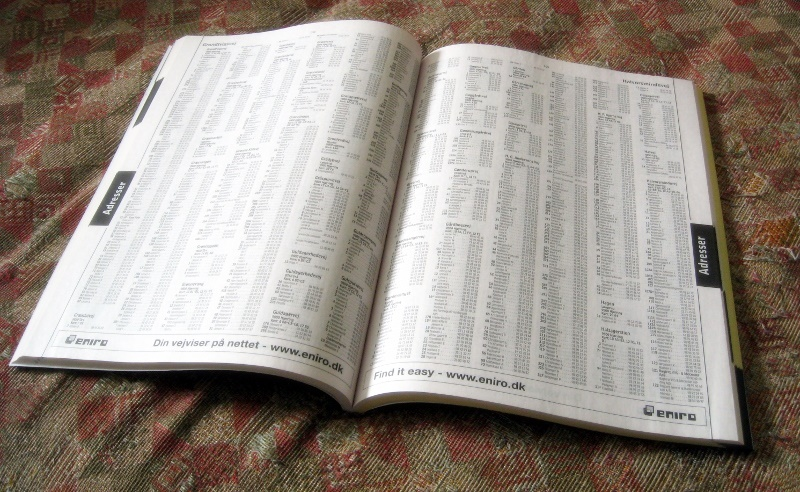
Guía telefónica. La guía de Rural estaba ordenada alfabéticamente y constaba de páginas amarillas y páginas blancas.

En marzo de 1983, Rural demandó a Feist en el Tribunal Federal del Distrito de Kansas. Rural alegaba que Feist había incumplido las leyes de derechos de autor al reproducir su guía telefónica sin su consentimiento. Mientras que Feist argumentó que las guías telefónicas no estaban sujetas a Copyright, el tribunal falló a favor de Rural. Posteriormente, el Tribunal de Apelaciones del Décimo Circuito también concluyó que Feist había infringido los derechos de autor. Ambos dictámenes se fundamentaban en la llamada doctrina del sudor de la frente. Esta teoría establecía que aquel que invirtiese un tiempo y esfuerzo considerable en la creación de su obra gozaba de los privilegios de derechos de autor.

## Sentencia del Tribunal Supremo
Tras perder en apelación, Feist solicitó al Tribunal Supremo un certiorari de la decisión del décimo circuito de apelaciones. El tribunal admitió a trámite la solicitud y la vista oral se produjo el 9 de enero de 1991. La lectura pública de la opinión del tribunal se produjo el 27 de marzo de 1991, siendo ponente de la sentencia la jueza Sandra Day O'Connor.

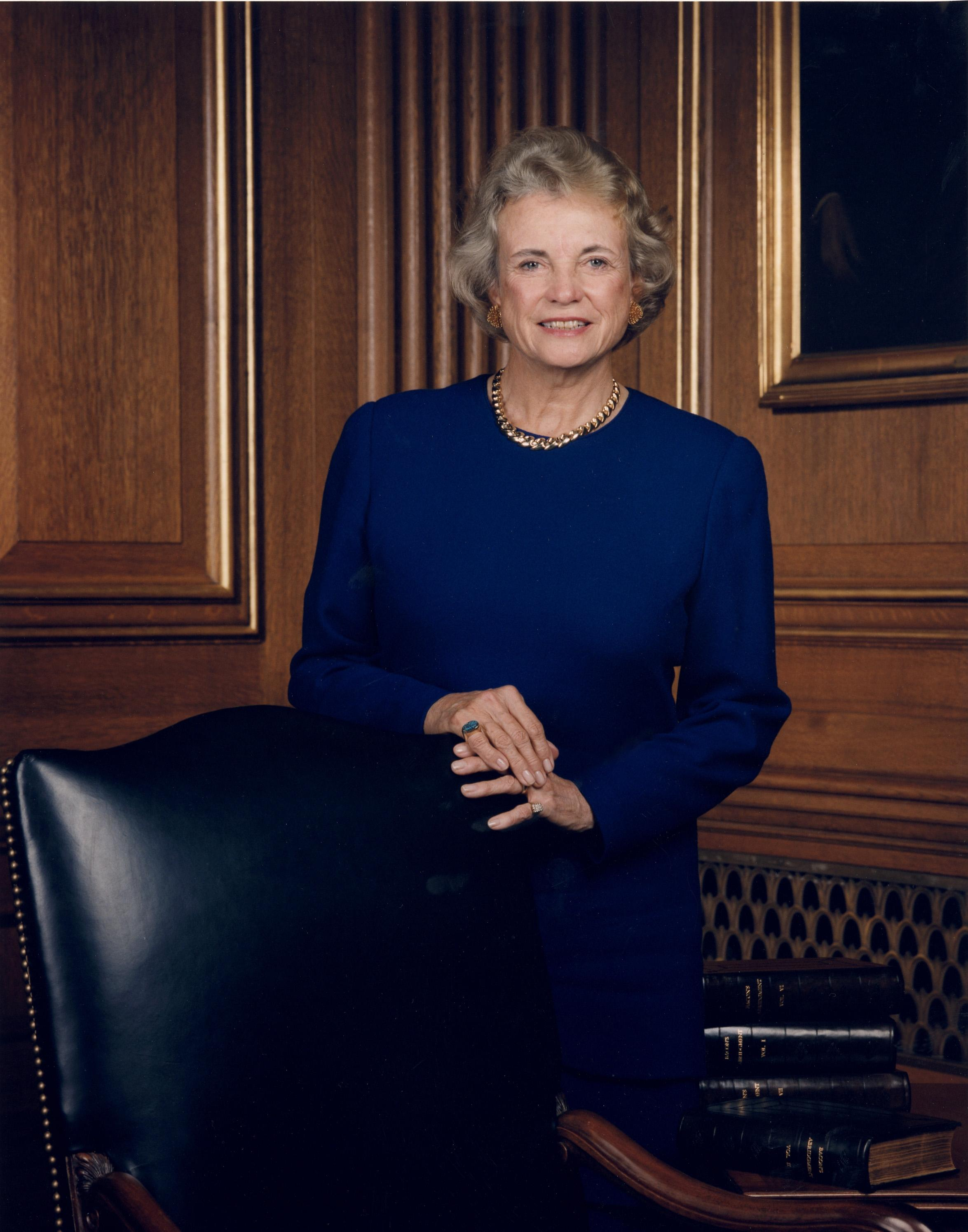
Jueza Sandra O'Connor

Para  el tribunal, el litigio concernía la interacción entre dos principios recogidos en la Ley de derechos de autor de Estados Unidos. Según el texto de la sentencia, «El primero es que los hechos [objetivos] no están sujetos a derechos de autor; el otro, que las compilaciones de hechos generalmente sí lo están».
La sentencia expone que la clave para resolver la «tensión» entre estos dos principios se basa en la originalidad de la obra en cuestión. En particular, la jueza O'Connor argumentó que los derechos de autor se circunscribían únicamente a los aspectos creativos de la obra.Por lo tanto, en palabras de la propia jueza, 

Sin prejuicio de un derecho de autor válido, un compilador posterior sigue siendo libre de utilizar los datos contenidos en la publicación de otro para ayudar a preparar un trabajo competidor, en tanto en cuanto el trabajo competidor no presente la misma selección y disposición [de los datos].

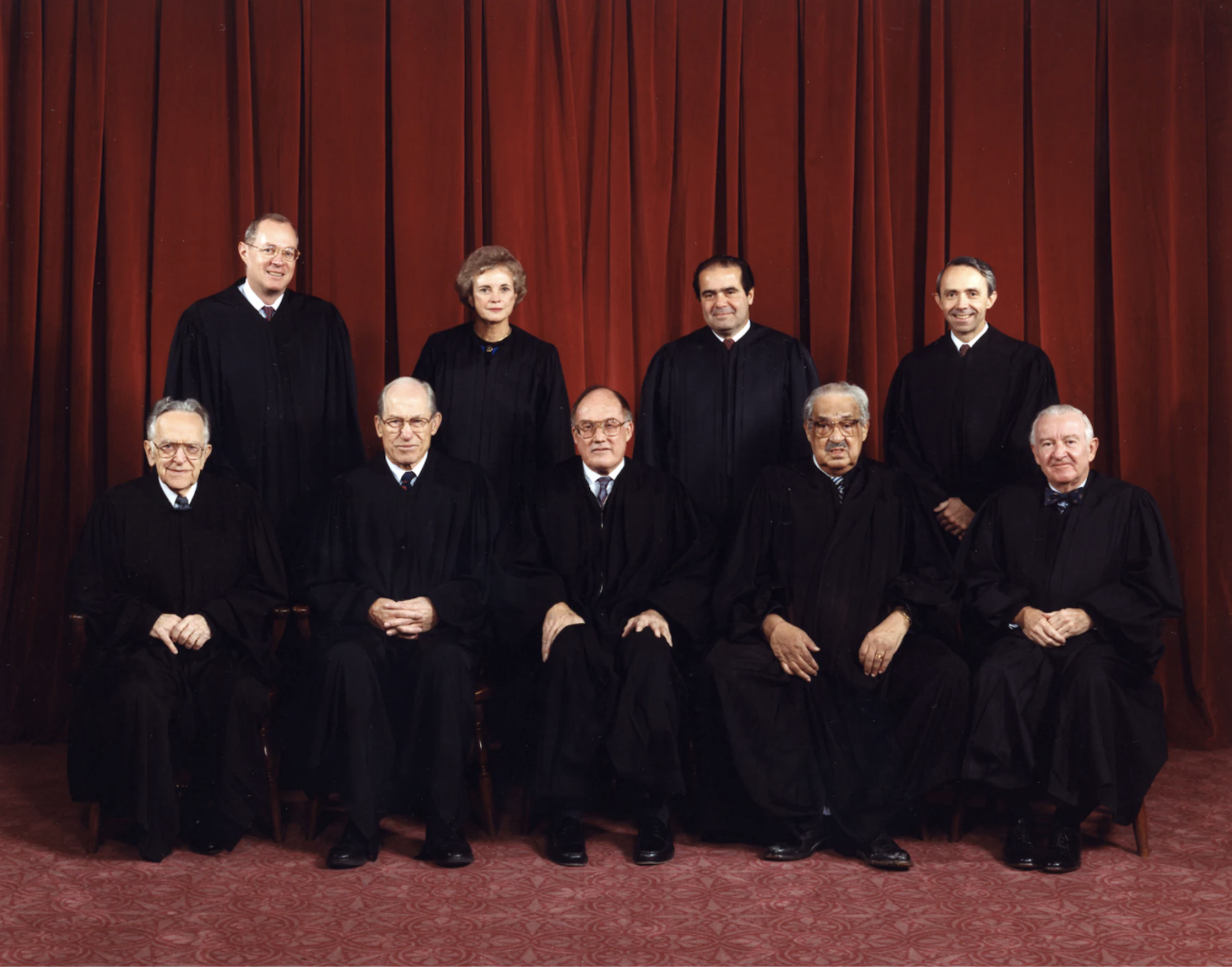
Composición del tribunal supremo en 1991, bajo la presidencia de William Rehnquist

En línea con este razonamiento, el tribunal entendió que la guía telefónica de Rural no era más que una lista de suscriptores ordenada alfabéticamente y que, por tanto, no existía expresión creativa.En consecuencia, y oponiéndose a la «doctrina del sudor en la frente», el hecho de que Rural dedicase una cantidad considerable de tiempo y dinero era irrelevante a ojos de la Ley de derechos de autor. Por todo ello, el tribunal desestimó por unanimidad las demandas de Rural y falló a favor de Feist.

Debido a que las páginas blancas de Rural carecen de la necesaria originalidad, el uso por parte de Feist de las listas no constituye infracción alguna. Esta decisión no debe ser interpretada como una manera de degradar los esfuerzos de Rural a la hora de compliar su directorio sino más bien como una aclaración de que los derechos de autor recompensan la originalidad, no el esfuerzo.

## Repercusión

### En EE.UU.
Feist v. Rural es una de las denominadas Landmark decisions del Tribunal Supremo de los EE. UU.Estas son resoluciones que cambiaron la interpretación de una o varias leyes federales y sientan jurispudencia. En el caso de Feist v. Rural, la sentencia ha servido como precedente a la hora de dictar resoluciones en cuestiones de derechos de autor sobre programas de ordenador, libros o diseños artísticos, entre otros.
Poco después de la publicación de la sentencia, algunos autores señalaron que Feist v. Rural podría implicar un mayor acceso del público general a información meramente factual y objetiva, dado que ésta no estaría sujeta a derechos de autor. No obstante, también argumentaron que de igual manera podría ocurrir la reacción contraria, es decir, que el acceso a información objetiva se viera reducido. Esto debido a que los propietarios podrían interpretar que, al no existir derechos de autor, su margen de exlusividad y beneficio sobre este tipo de obras se podría ver reducido.

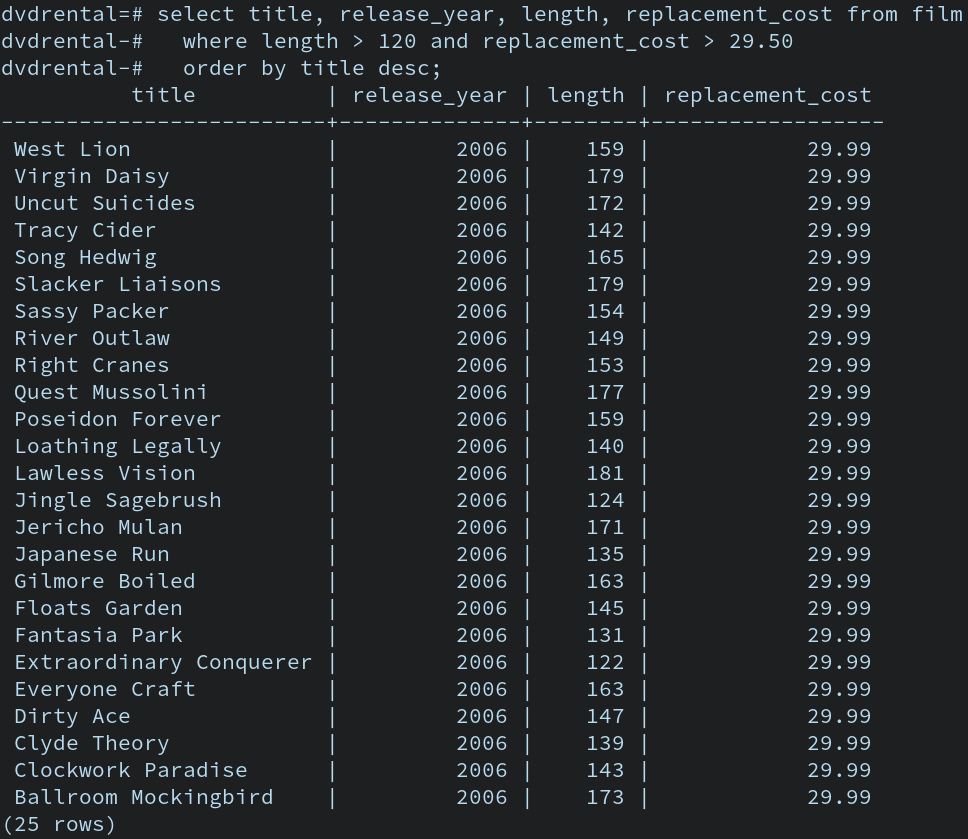
Base de datos de usuarios de servicio de alquiler de DVD

En los años sucesivos, varios proveedores de información promovieron el debate de leyes federales que buscaban la protección de sus empresas ante reproducciones no autorizadas de sus bases de datos, dado que consideraban que Feist v. Rural les había desprotegido. Sin embargo, estas leyes no contaron con la mayoría necesaria en el congreso de Estados Unidos. Además, a ellas se opusieron grandes empresas como Yahoo o AT&T.

### Otros países
Países como Canadá han secundado progresivamente una noción de derechos de autor similar a la propuesta por Feist v. Rural. Varias sentencias de tribunales de apelación del país han reconocido textualmente el precedente creado por Feist v. Rural. y la interpretación basada en la originalidad.
Por otro lado, la Unión Europea aprobó en 1996 la directiva 96/9, la cual impedía parcialmente la extracción y reutilización de bases de datos cuando la inversión en su creación fuese sustancial. 